# Fahrelnissa Zeid
Fahrelnissa Zeid, em árabe:  ou Fakhr un-nisa (Büyükada, 1901 — Amã, 5 de setembro de 1991) foi uma pintora turca cujo trabalho mistura os elementos da arte islâmica e bizantina do oriente e abstratas do ocidente. Ela trabalhou em uma variedade de mídias, como grandes pinturas a óleo, colagens e painéis de vitrais.
Casou-se com o príncipe Zeid ibn Huseyin da família hachemita real do Iraque e é a mãe do príncipe Ra'ad ibn Zeid, o presente pretendente ao trono iraquiano e o sírio.
Seu marido morreu em 1970, e em 1975 mudou-se para Amã, na Jordânia, onde seu filho Ra'ad ibn Zeid viveu, e onde ela estabeleceu o Instituto de Belas Artes Fahrelnissa Zeid. Ela morreu em 5 de setembro de 1991 e está enterrado no mausoléu real, Palácio Raghdan, Amã, na Jordânia.
1. ↑  «Fahrelnissa Zeid / Towards a Storm». Bozlu Art Project (em inglês). Consultado em 13 de maio de 2024